# Xã Devoe, Quận Faulk, South Dakota
Xã Devoe (tiếng Anh: Devoe Township) là một xã thuộc quận Faulk, tiểu bang Nam Dakota, Hoa Kỳ. Năm 2010, dân số của xã này là 23 người.